# Бойченко Микола Володимирович
Мико́ла Володи́мирович Бо́йченко — сержант Збройних сил України.

## З життєпису
Командир відділення протитанкового взводу аеромобільно-десантного батальйону, який в мирний час базується у Миколаївській області.

## Нагороди
31 жовтня 2014 року за особисту мужність і героїзм, виявлені у захисті державного суверенітету та територіальної цілісності України, вірність військовій присязі під час російсько-української війни, відзначений — нагороджений орденом «За мужність» III ступеня.